# 乐州
乐州，中国古代设置的州。
唐高祖武德四年（621年）分桂州平乐县、永丰县（今广西荔浦县东昌镇）、恭城县（今广西恭城县恭城镇）、沙亭县（今广西平乐县沙子镇）置乐州，治所平乐县（今广西平乐县西南）。辖境相当今广西壮族自治区平乐县及恭城瑶族自治县一带。唐太宗贞观八年（634年）改为昭州。
乐州刺史
- 周孝谏（武德年间）
- 江齐贤（武德年间）

北宋宋徽宗宣和元年（1119年）改湟州置乐州，治所在邈川城（今青海乐都县南湟水南岸）。属熙河路。辖境相当今青海省平安县、化隆回族自治县以东，乐都县一带。北宋灭亡後，乐州属西夏。蒙古帝国时并入西宁州。